# 鳳陽会
一般社団法人鳳陽会（ほうようかい）は、山口大学経済学部およびその前身校（山口高等商業学校、山口経済専門学校）の同窓会。元文部科学省所管。本部は、山口市亀山内の東麓の山口明倫館跡地の一角にある。

## 概要
1815年（文化12年）に儒学者上田鳳陽により山口市中河原に開設された私塾山口講堂は、学都山口の開闢であるが、この学統は、山口講習堂、山口明倫館、山口中学校、山口高等中学校、山口高等学校、山口高等商業学校、山口経済専門学校と受け継がれ、現在の山口大学経済学部に至る。このため、その学祖の号により「鳳陽会」と名付けられている｡